# Klínovec
Klínovec (1244 metrů nad mořem, německy Keilberg, dříve též Sonnenwirbel) je hora v severozápadních Čechách, nejvyšší vrchol Krušných hor, nejvyšší bod okresů Karlovy Vary a Chomutov a také Karlovarského a Ústeckého kraje. Jde o čtvrtou nejprominentnější českou horu.
Na vrcholové plošině se nachází v současnosti uzavřený hotel s 24 metrů vysokou rozhlednou (opravenou a zprovozněnou) a telekomunikační betonová věž vysoká 80 metrů. Z jižní strany vede k vrcholu lanová dráha Jáchymov – Klínovec, ze severní strany vede další lanová dráha Dámská. Rozhledna i hotel jsou nejstaršími a nejvýše položenými budovami v Krušných horách. Skiareál Klínovec je největší lyžařský areál v Krušných horách.

## Poloha
Nachází se poblíž Božího Daru, čtyři kilometry severovýchodně od Jáchymova v okrese Karlovy Vary na hřebeni Krušných hor. Asi dva kilometry severozápadně leží hraniční přechod s Německem a město Boží Dar. Pod severními svahy se rozkládá německé lázeňské město Oberwiesenthal, nad ním se tyčí masiv hory Fichtelberg, která je o třicet metrů nižší než Klínovec. Východně, podél hraničního potoka Polava, který pramení na svazích Klínovce v Německu, leží české město Loučná pod Klínovcem a ještě východněji za holým a plochým hřebenem Háj.
Průměrná roční teplota vzduchu je 2,6 °C, roční úhrn srážek se pohybuje kolem 986 milimetrů.

## Historie

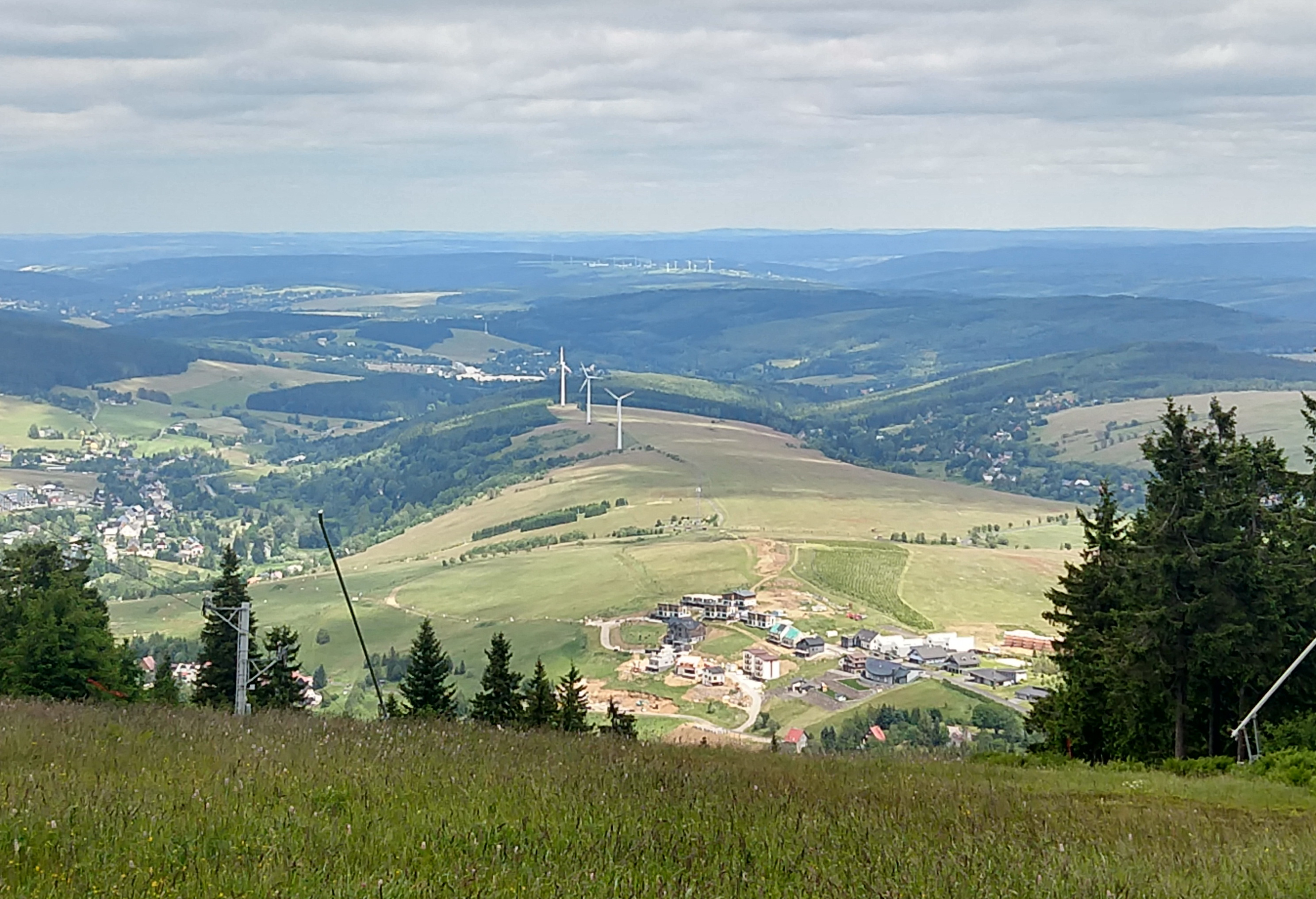
Výhled z Klínovce do Německa

V 16. století se o Klínovci se zmínil Johannes Mathesius i v souvislosti s lavinami, které měly za následek zničení lesů, poškození několika domů a dokonce několik lidských obětí. V historii nesla oblast Klínovce jméno Bartum, jako zkomolenina od Bartholomäusberg.

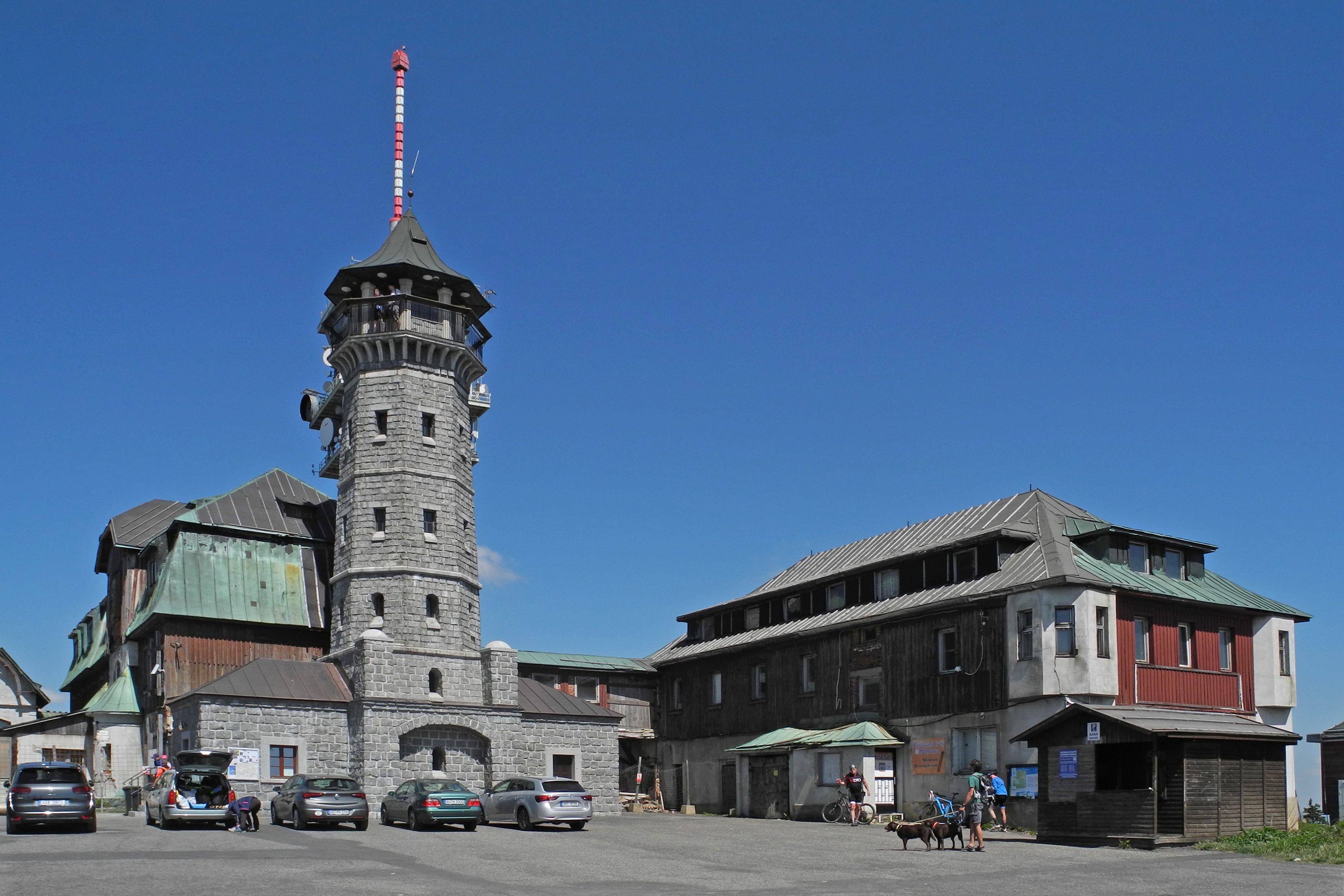
Hotel s rozhlednou

V roce 1817 postavilo město Jáchymov na vrcholu vyhlídkovou věž, která v roce 1868 shořela. Tuto první vyhlídkovou věž navštěvovali často i lázeňští hosté z Karlových Varů, odkud přijížděli kočáry taženými koňmi. V roce 1883 začal krušnohorský spolek z Jáchymova se stavbou kamenné rozhledny. Ta byla v srpnu následujícího roku pod názvem Kaiser-Franz-Josephs-Turm (Věž císaře Františka Josefa) slavnostně otevřena. S rozvojem turistiky bylo rozhodnuto o přístavbě sloužící k ubytování. Ta byla otevřena 18. srpna 1893. V provozu byla každoročně od 1. května do 30. září a mimo provizorního ubytování pro deset osob poskytovala i teplá a studená jídla. Spolu s přístavbou tu byla zřízena i stáj pro osm koní.
K 1. červnu 1897 byla na Klínovci zřízena i poštovní stanice, která za první léto provozu odeslala do Božího Daru přes 7 000 zásilek. V roce 1907 byla přistavěna ještě jedna budova s prostornou halou se stylovým kazetovým stropem, zobrazujícím znaky českých krušnohorských měst. U příležitosti jubilejní výstavy pořádané na počest císaře Františka Josefa I. v ní byly vystaveny průmyslové a řemeslné výrobky z českého Krušnohoří.
Před vypuknutím první světové války byl hotel rozšířen a přistavěno bylo další patro. Současně byla dřívější stáj přestavěna na další ubytovací prostory a celý komplex byl opláštěn dřevem, které se na něm dochovalo dodnes. V roce 1913 měl hotel čtyřicet ubytovacích místností pro osmdesát lidí. Vedle stájí pro 35 koní zde byly i garáže pro automobily.
Se vznikem Československa, ke kterému území připadlo, zmizela i dvojjazyčnost v názvu hory, nejprve byl vybrán a používal se název Klín z německého názvu Keilberg (doslovně klínová hora). V druhé polovině dvacátých let se název ustálil na dnešní Klínovec.

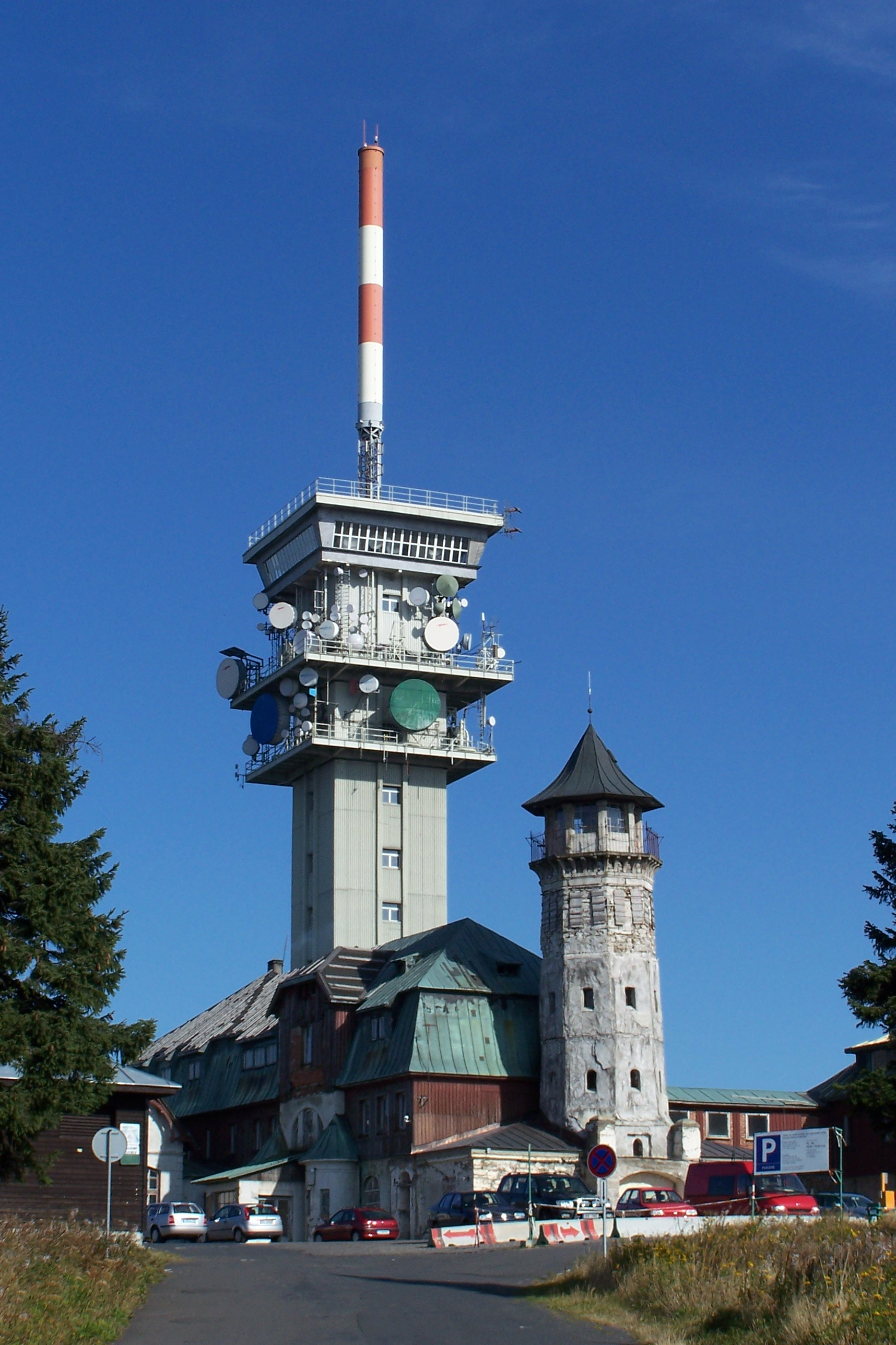
Vysílač a rozhledna

Dříve byla na vrcholu i meteorologická stanice. Počet turistů prudce vzrůstal zejména díky výstavbě silnice přímo na vrchol a také proto, že z Karlových Varů sem pravidelně jezdil autobus. Koncem dvacátých let byl komplex opět rozšířen a počet lůžek se zvýšil na 100.
Hostinec v té době provozovala rodina Wohlrab. Měl tři velké místnosti: Dotzauerův sál, halu Sobitschka a Müllerův sál. Poslední byl pojmenován po okresním školním inspektorovi Antonu Müllerovi, dlouholetém předsedovi jáchymovského krušnohorského spolku.
Směrem k Oberwiesenthalu byl od roku 1922 v provozu skokanský můstek; zdejší rekord ve skoku na lyžích 50 metrů vydržel mnoho let. Na začátku 2. světové války byly směrem k Loučné vybudovány dvě sjezdovky a sáňkařská dráha. První lyžařský vlek byl instalován roku 1968 na sjezdovce U Zabitého. První rolba upravovala sjezdovky od 80. let 20. století.  
Před druhou světovou válkou měl hotel kapacitu 112 míst. Po válce nesla hora oficiální český název. Proud zejména německých turistů ustal a obnovil se až v roce 1972, po zrušení vízové povinnosti pro občany NDR.
Osmiboká kamenná rozhledna byla v havarijním stavu. Již od samého počátku vykazovala vychýlení horní poloviny konstrukce přibližně 60 cm důsledkem zatékání do konstrukce věže a následného rozvolnění zdiva vlivem klimatických podmínek. Nejprve byl zrekonstruován krov věže s měděnou střešní krytinou, poté zajistilo město Boží Dar (ačkoliv celý hotel leží na území města Jáchymova) jako investor vybudování věrné repliky. Obě etapy rekonstrukce provedla společnost Chládek & Tintěra za cenu 10 446 520 Kč. Původní kamenné zdivo bylo nepoužitelné, novou konstrukci tvoří železobetonový skelet opláštěný novými žulovými bloky. Z původní rozhledny však bylo použito kamenné schodiště a římsy. Údaje o dataci rekonstrukce se na webu společnosti Chládek & Tintěra neshodují, v referencích je uveden období od února 2015 do července 2016, ve zprávě o vítězství této rekonstrukce ve 14. ročníku soutěže Stavba Karlovarského kraje v roce 2014 je popisována rekonstrukce od léta 2012 do října 2013. V přízemních přístavcích rozhledny byla instalována stále expozice o její historii.

## Lanovky na Klínovec

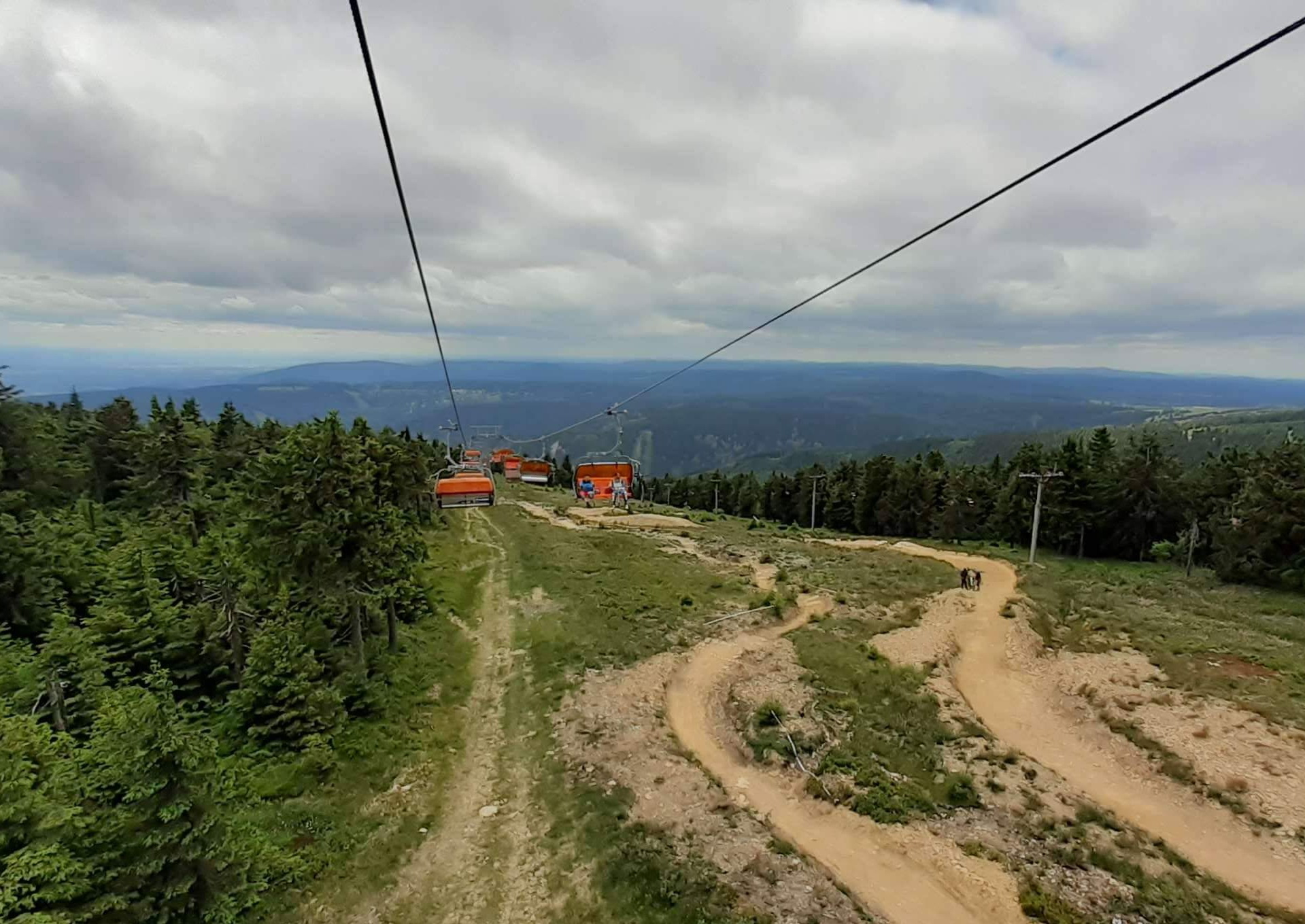
Lanovka Jáchymov – Klínovec

Čtyřmístná lanová dráha Jáchymov – Klínovec disponuje odpojitelným uchycením (lyží nebo kol) a oranžovou krycí bublinou. V roce 2014 byla rekonstruovaná. Dolní stanice lanovky je vzdálena asi tři kilometry od města Jáchymov, délka lanovky je 2 168 metrů a převýšení 480 metrů. V zimě přepravuje lanovka lyžaře a v létě umožňuje nástup i cyklistům. Díky tomu mohou cyklisté bez větší námahy nastoupit na cyklotrasy vedoucí z vrcholku Klínovce.
Nová čtyřmístná lanová dráha Dámská ze severní strany byla uvedena do provozu o Vánocích 2019. Její délka je 1 210 metrů a převýšení 232 metrů.